# Allô service public
Allô service public est le service téléphonique de renseignements administratifs mis en place par le gouvernement français à destination des citoyens. Il existe sous ce nom depuis 2003. C'est un outil englobant l'accès du public au Centre interministériel de renseignements administratifs (Cira), remplacé par le Centre d'appels interministériel en 2009. Comme plusieurs autres services publics et d'urgence français, ce service dispose d'un numéro de téléphone court destiné à être facilement retenu. Il s'agit du 3939.

## Histoire
Le premier Centre interministériel de renseignements administratifs (Cira) a été créé à Paris en 1956, à titre expérimental, par le décret du 27 juin 1956 puis institutionnalisé par le décret no 59-153 du 7 janvier 1959,.
Par la suite, huit autres centres sont créés sur le territoire français. Le centre emploie 93 spécialistes en droit, en plus de téléopérateurs[réf. nécessaire]. En l'an 2000, le service se dote d'un site web d'informations sur les démarches administratives à destination du public, Service-public.fr qui recevait, en 2003, deux millions de connexions par mois. Après un test effectué en région Rhône-Alpes et en Bourgogne au cours de l'année 2003, le lancement national du numéro d'appel 39 39 est réalisé le lundi 4 octobre 2004. Le service reçoit ce jour-là 100 000 appels.
En 2010, les neuf CIRA ont été regroupés en un centre unique, le CAI (Centre d'appels interministériel), situé à Metz, à la suite d'une décision prise en décembre 2007,,.

## Le serviceAllô service public
Ce dispositif a été créé afin de donner accès depuis un seul numéro public, aux différents services de renseignements administratifs et de créer un premier niveau de filtrage permettant de trier les requêtes et de répondre directement aux plus simples d'entre elles, ne passant l'appel aux spécialistes du Cira ou aux services de renseignement propres à chaque administration dans les départements que pour les requêtes complexes. 
Les services suivants font partie du dispositif :
- le Centre Impôts service ;
- le centre Infos service consommation ;
- le centre Appel emploi ;
- le Centre interministériel de renseignements administratifs (Cira).

Le service « 3939 », qui traite en 2014 environ 6 500 appels par jour, dispose d'un budget de 5 millions d'euros par an. Parallèlement, le coût des Cira était de 960 000 € (dans les deux cas, les chiffres correspondent aux autorisations d'engagement) hors salaire.